# Galicyjsko-Russkie Towarzystwo Dobroczynne

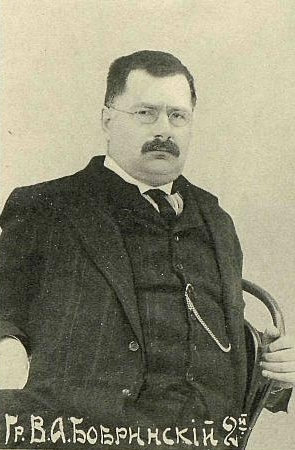
Władimir Bobrinski, trzeci przewodniczący towarzystwa. Za sprawą jego działalności idea wsparcia galicyjskich moskalofilów i propagandy prawosławia w Galicji zyskała poparcie w najwyższych kręgach rosyjskiej administracji rządowej

Galicyjsko-Russkie Towarzystwo Dobroczynne (ros. Галицко-русское благотворительное общество) – rosyjska organizacja działająca w latach 1902–1915 w Petersburgu i od 1913 do 1914 na Wołyniu. Jej celem było wspieranie ruchu moskalofilskiego w austriackiej Galicji, a tym samym przygotowywanie gruntu pod przyszłą aneksję tego regionu do Rosji. Organizacja była popierana przez rosyjskie koła nacjonalistyczne i hierarchię Rosyjskiego Kościoła Prawosławnego. Towarzystwo pozyskiwało środki finansowe dla organizacji moskalofilskich w Galicji, na Bukowinie i Zakarpaciu, wspierało moskalofilów emigrujących do Rosji, jak również prowadziło w samej Rosji akcje propagandowe przedstawiające sytuację narodowościową i wyznaniową w tych regionach.

## Okoliczności powstania
Powołanie towarzystwa było związane z rozwojem nacjonalizmu rosyjskiego na przełomie XIX i XX stulecia. Nacjonaliści byli autorami koncepcji politycznej Rosji kontrolującej cieśniny Morza Czarnego, odzyskującej z rąk tureckich Konstantynopol i sprawującej opiekę nad Słowianami południowymi. Drogą do realizacji tej wizji było pokonanie Węgier. Sojusznikami Rosji w tym procesie mogli natomiast stać się jej sympatycy w Galicji – moskalofile. Pierwsze projekty powołania organizacji, która miałaby planowo wspierać moskalofilów finansowo, jak również popularyzować ich działalność w Rosji, pojawiły się w 1894.

## Działalność

### Powstanie towarzystwa
Galicyjsko-Russkie Towarzystwo Dobroczynne zostało oficjalnie zarejestrowane w rosyjskim Ministerstwie Spraw Wewnętrznych 8 października 1902. Jako cel działalności organizacji podano udzielanie wszelkiego rodzaju poparcia Galicjanom o poglądach prorosyjskich. Pierwszymi członkami grupy zostali moskalofile, którzy wyemigrowali z Galicji do Rosji, jak również popierający ich działalność rosyjscy konserwatyści. Na pierwszego przewodniczącego stowarzyszenia wybrano Antona Budziłowicza, tajnego radcę i członka Rady Ministerstwa Oświaty Narodowej. Zastępcą Budziłowicza został Josif Liwczak, sekretarzami – Wasilij Dragomiriecki i Iwan Puchyr. Łącznie zarząd towarzystwa liczył 12 osób. Poparcia stowarzyszeniu od początku udzielali znani duchowni Rosyjskiego Kościoła Prawosławnego: ks. Joann Siergijew, kapelan rodziny carskiej ks. Joann Janyszew, metropolita petersburski i ładoski Antoni, arcybiskup chełmski i warszawski Hieronim oraz biskup wołyński i żytomierski Antoni.
9 lutego 1903 w Petersburgu miało miejsce posiedzenie inauguracyjne towarzystwa, w którym udział wziął szereg dziennikarzy i literatów, naukowców, działaczy społecznych i politycznych, przedstawiciele hierarchii prawosławnej. Prezes stowarzyszenia wygłosił referat poświęcony Rusi Czerwonej, w którym opisywał także stosunki wyznaniowe panujące w Galicji, na Bukowinie i Rusi Węgierskiej. Twierdził, że podział Rusinów na prawosławnych i unitów nie jest głęboki i zaistniał wskutek intryg Polaków i hierarchii duchownej. Zdaniem Budziłowicza Rusini uważali się za członków tego samego Kościoła, co prawosławni Rosjanie, i nie dokonywali masowych konwersji jedynie z powodu nacisków austriackiej administracji. Dowodem na szczere przywiązanie ludności ukraińskiej do prawosławia miały być konwersje dokonywane w Ameryce przez emigrantów z Galicji. Budziłowicz twierdził również, że ukraiński ruch narodowy w Galicji jest również wrogą intrygą, dążącą do zburzenia jedności Słowian wschodnich. Przeciwdziałać jej miała działalność towarzystwa.

### Aktywność organizacji w latach 1904-1907
Jeszcze w tym samym roku do grona honorowych członków towarzystwa zaliczono, obok duchownych, którzy od początku udzielali poparcia ugrupowaniu, emerytowanego biskupa połockiego i witebskiego Marcelego (jednego z głównych organizatorów kasaty unickiej diecezji chełmskiej), metropolitę kijowskiego i halickiego Flawiana, metropolitę moskiewskiego Włodzimierza, oberprokuratora Świątobliwego Synodu Rządzącego Konstantina Pobiedonoscewa i jego zastępcę Władimira Sablera, działaczkę panslawistyczną Sofię Leontiew-Lewicką, profesorów Iwana Filewicza i Timofieja Fłorinskiego, gubernatora lubelskiego Władimira Tchorżewskiego, działacza moskalofilskiego Bohdanowi Didyckiemu.
Galicyjsko-Russkie Towarzystwo Dobroczynne organizowało w Petersburgu odczyty o tematyce galicyjskiej, prowadziło zbiórki pieniędzy na cel wspierania moskalofilów, uczestniczyło w uroczystych obchodach wspomnienia świętego metropolity kijowskiego Piotra. Postać ta stanowiła symbol jedności Rusi Halickiej i Moskiewskiej (Piotr, urodzony na Wołyniu, przeniósł siedzibę metropolitów kijowskich z Włodzimierza nad Klaźmą do Moskwy. Organizacja zajmowała się drukiem i rozprowadzaniem broszur o tematyce galicyjskiej oraz zbiorów pieśni ludowych z regionu. Udzielała również indywidualnych zapomóg zgłaszającym się Galicjanom, finansując ich kształcenie w Rosji, ułatwiając znalezienie w tym kraju pracy, opłacając powrót z Rosji do Galicji. Odrębne fundusze trafiały do organizacji moskalofilskich w Galicji. Szczególne kontakty towarzystwo podtrzymywało z rusofilskimi czytelniami i organizacjami oświatowymi, przesyłając im książki rosyjskie i opłacając prenumeraty prasy. W 1904 organizacja podpisała umowę z lwowskim Instytutem Stauropigialnym, zobowiązując się do dostarczania do Lwowa wydawnictw rosyjskich, które Instytut miał następnie sprzedawać po okazyjnych cenach. Do 1907 tą drogą do Galicji trafiły 5772 pozycje. W tym samym roku towarzystwo ogłosiło konkurs na najlepszą biografię metropolity kijowskiego Piotra i ufundowało główną nagrodę w wysokości 200 rubli.
W 1907 nowym przewodniczącym towarzystwa został Iwan Palmow, wykładowca Petersburskiej Akademii Duchownej. Kierunek ideowy działalności grupy pod jego kierownictwem nie uległ zmianie; 13 lutego 1908 w czasie uroczystości z okazji 300. rocznicy śmierci księcia Konstantego Ostrogskiego ponownie głoszono przywiązanie Rusinów galicyjskich do prawosławia.

#### Towarzystwo wobec problemu Chełmszczyzny
Obok Galicji szczególnym obiektem zainteresowania towarzystwa była Chełmszczyzna, uważana za część Rusi Czerwonej. Towarzystwo popierało powstanie guberni chełmskiej i głosiło, iż prawosławni mieszkańcy regionu są prześladowani przez wyznawców katolicyzmu i Polaków.

### Działalność organizacji w latach 1908-1914
W 1908 trzecim prezesem Galicyjsko-Russkiego Towarzystwa Dobroczynnego został hr. Władimir Bobrinski. Zetknął się on z galicyjskimi moskalofilami w czasie Zjazdu Słowiańskiego w Pradze w 1908, a następnie w czasie zwiedzania Galicji razem z innymi członkami rosyjskiej delegacji na zjazd. Obserwując życie religijne miejscowej ludności wyznania greckokatolickiego Bobrinski doszedł do wniosku, że Galicjanie są prawdziwymi rosyjskimi patriotami, uznają się za prawosławnych i członków jednego narodu russkiego. Bobrinski natychmiast stał się wielkim protektorem moskalofilstwa i przyczynił się do wzrostu wpływu Galicyjsko-Russkiego Towarzystwa Dobroczynnego na rosyjską opinię publiczną oraz na carską administrację. W 1909 przy jego udziale odbyła się wizyta grupy moskalofilów na uroczystościach ku czci Nikołaja Gogola oraz ich udział w akademii ku czci Mychajła Kaczkowśkiego. Przyjazd grupy galicyjskich działaczy rusofilskich przyczynił się do dalszego wzrostu popularności moskalofilów w Rosji. Ich sytuacja stała się częstym tematem na łamach rosyjskich czasopism oraz na posiedzeniach Dumy Państwowej.
W 1912 Władimir Bobrinski opublikował na łamach londyńskiego "Timesa" artykuł poświęcony sytuacji wyznaniowej w Galicji. Oskarżył w nim władze austriackie o prowadzenie planowej kampanii antyprawosławnej, zmuszanie ludności ruskiej do przynależności do Kościoła greckokatolickiego, zwalczanie misjonarzy prawosławnych. Surowo skrytykował również działalność zwierzchnika Kościoła greckokatolickiego metropolity Andrzeja Szeptyckiego. Tekst Bobrinskiego wywołał żywą dyskusję. Swoją polemikę z jego tezami wysłali do redakcji pisma duchowni ze Stowarzyszenia im. św. Jana Chryzostoma. Zgodzili się oni z przedstawioną przez Bobrinskiego tezą o ucisku narodowym Rusinów galicyjskich, natomiast jego wizję stosunków wyznaniowych w Austrii uznali za silnie przesadzoną. W związku z dyskusją na łamach "Timesa" w 1912 do Galicji przybył angielski działacz społeczny i sympatyk Rosji William John Birkback, który uznał wnioski Bobrinskiego za w pełni uprawnione i wydał na podstawie swoich obserwacji broszurę Prześladowania religijne w Galicji (Austriackiej Polsce).

#### Wobec procesów moskalofilów w latach 1912–1914

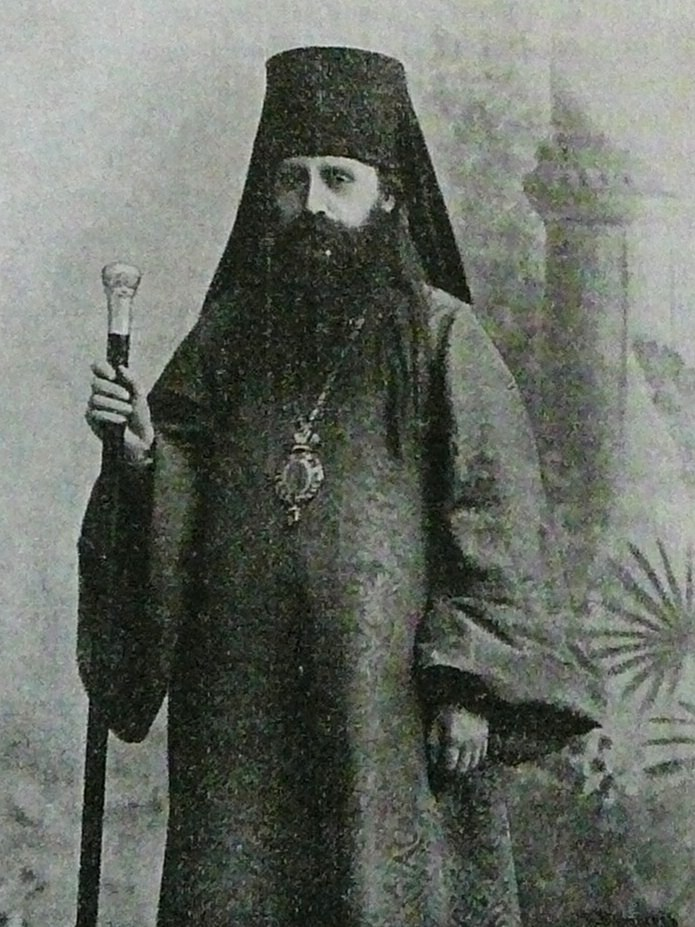
Arcybiskup wołyński i żytomierski Antoni (Chrapowicki) był aktywnym uczestnikiem kampanii propagandy prawosławia w Galicji i zarazem czynnym uczestnikiem pracy Galicyjsko-Russkiego Towarzystwa Dobroczynnego

Towarzystwo zintensyfikowało swoją działalność po rozpoczęciu przez władze austriackie i węgierskie kampanii antymoskalofilskiej w 1912. Procesy agitatorów rusofilskich i prawosławnych w Marmarosz-Szigecie oraz we Lwowie (proces Semena Bendasiuka, Wasyla Kołdry oraz wykształconych w Rosji prawosławnych duchownych Maksyma Sandowicza i Ignacego Hudymy) zmobilizowały organizację do jeszcze bardziej wytężonej pracy. Zebrania towarzystwa stały się ważnymi wydarzeniami w życiu elit Petersburga. 17 grudnia 1912 w jednym z nich udział wziął cały Świątobliwy Synod Rządzący, szereg przedstawicieli arystokracji oraz hierarchowie Rosyjskiego Kościoła Prawosławnego: metropolici kijowski i halicki Flawian, kartliński i kachetyński Innocenty, petersburski i ładoski Włodzimierz, arcybiskupi nowogrodzki Arseniusz, chełmski Eulogiusz, władywostocki Euzebiusz, wołyński Antoni, biskup jelizawietgradzki Anatol. W czasie tego spotkania głównym mówcą był arcybiskup wołyński, który stwierdził, iż lud ruski w Galicji masowo sympatyzuje z prawosławiem, z powodu czego spotyka się z prześladowaniami. Wezwał Rosjan do wspierania Rusinów galicyjskich. W ciągu roku 1912 i 1913 towarzystwo zorganizowało jeszcze kilka kolejnych spotkań utrzymanych w podobnym tonie, zaś 25 marca 1913 przygotowało zgromadzenie pod hasłem obrony prawosławnych obywateli Rusi Węgierskiej i Galicji. Jego sukces był ogromny; wśród uczestników znaleźli się najwyżsi dygnitarze wojskowi i członkowie Rady Państwa i Dumy Państwowej, jak również goszczący z wizytą w Rosji patriarcha Antiochii Grzegorz IV. W końcowej uchwale

Zebranie wyraziło swe gorące życzenie, by rosyjski rząd, wykonując historyczne powołanie Rosji, znalazł metody ingerencji celem zaprzestania nieludzkich katuszy nad prawosławnymi i zaprowadzenia wolności wyznawania prawosławnej wiary w Austro-Węgrzech podobnie do tego, jak łacinnicy cieszą się wolnością w naszym kraju

Dzięki interwencji przewodniczącego towarzystwa rosyjskie Ministerstwo Finansów wpłaciło 12 tys. rubli w ramach kaucji za zwolnienie z aresztu prawosławnego duchownego działającego na Zakarpaciu, ks. Aleksego (Kabaluka). 30 tys. rubli wydano na kampanię propagandową związaną z "procesem Bendasiuka i towarzyszy".

#### Pomoc finansowa dla moskalofilów
Po wybuchu klęski głodu w Galicji w II poł. 1913 Galicyjsko-Russkie Towarzystwo Dobroczynne powołało specjalny komitet pomocy, który do maja 1914 zebrał 100 tys. rubli z datków. Znaczną pomoc okazywano rusofilskim czytelniom, bursom i instytucjom oświatowym, do których kierowano wydawnictwa rosyjskie, w tym publikacje prawosławne. Odrębne środki przeznaczano na wspieranie tych moskalofilów, którzy wyemigrowali z Galicji i osiedli w Rosji. Na krótko przed wybuchem I wojny światowej towarzystwo otrzymało dalsze 60 tys. rubli na szeroko pojętą działalność w Galicji.
Z inicjatywy arcybiskupa wołyńskiego Antoniego, honorowego członka Towarzystwa, 10 listopada 1913 organizacja otworzyła swój oddział na Wołyniu. Oddział ten zorganizował odrębną zbiórkę funduszy na potrzeby ofiar głodu w Galicji (z rezultatem mniejszym niż oczekiwany), opublikował również broszurę poświęconą położeniu prawosławnych w Austro-Węgrzech. Już po wybuchu działań wojennych oddział ufundował stypendia dla pochodzących z Galicji uczniów Wołyńskiego Seminarium Duchownego w Żytomierzu. Ostatnie posiedzenie organizacji odbyło się w maju 1914. Pożegnano na nim arcybiskupa Antoniego, przeniesionego do eparchii charkowskiej, po czym jego obowiązki przejął nowy arcybiskup wołyński i żytomierski Eulogiusz, także honorowy członek towarzystwa. Duchowny ten po zajęciu Galicji wschodniej przez wojska rosyjskie zaangażował się w kampanię rusyfikacji regionu.